# Blonde-osztály
A Blonde-osztály a Brit Királyi Haditengerészet két hajóból álló felderítőcirkáló-osztálya volt. Az osztály hajói a korábbi, Boadicea-osztály hajóinak továbbfejlesztett változatainak is tekinthetők, bár azoknál valamivel nagyobbak voltak, és tíz darab 102 mm-es ágyúval rendelkeztek.
A Blonde-osztály hajói voltak az első cirkálók, melyeket 533 mm-es torpedóvető csővel szereltek fel. Még ezen osztály hajóin is viszonylag kevés páncélzat volt, az is főleg a hajtómű környékén. A korábbi hajókhoz hasonlóan a Blonde-osztály hajói is túl lassúnak bizonyultak, hogy eredeti feladatukat ellássák. Mikor a Blonde-osztály hajóit megépítették, a legtöbb romboló már 27 csomós sebességgel is tudott haladni, ami 2,5 csomóval több volt, mint a vezérhajójuknak kifejlesztett felderítőcirkálóké. Az osztály mindkét hajója, a HMS Blonde és a HMS Blanche is romboló rajoknál kezdte szolgálatát. A Blonde a 7. rajnál, a Blanche pedig az 1. romboló rajnál. Mindkét hajó részt vett az első világháborúban, de még a vége előtt mindkettőt átalakítottak aknatelepítő hajóvá. A háború után a hajókat eladták szétbontásra.

## Az osztály hajói
- HMS Blonde – 1910. július 22-én bocsátották vízre, és 1920. május 6-án adták el szétbontásra.
- HMS Blanche – 1911. november 25-én bocsátották vízre, és 1921. július 27-én adták el szétbontásra. A hajó részt vett a jütlandi csatában is.